# Харьков-Пассажирский
Харьков-Пассажирский (укр. Харків-Пасажирський) — главная пассажирская железнодорожная станция Южной железной дороги в городе Харькове. Находится в Холодногорском административном районе города. Также является одним из важнейших транспортных узлов Восточной Украины. На вокзале находится отделение Харьковской таможни для пассажирских поездов, пересекающих российско-украинскую и украинско-российскую границу.
Пересадка на трамваи №№ 1, 3, 6, 7, 12, 20; троллейбус № 11 от улицы Малиновского; маршрутные такси, междугородные автобусы, метро.

## Путевое развитие
Станция Харьков-Пассажирский внеклассная. Она имеет несколько парков, на её территории расположена остановочный пункт Новосёловка. Низкими промежуточными платформами оборудованы пути (попарно): 1ПА и 2ПА, 2П и 3П, 5П и 6П, 7П и 8П, 9П и 10П, 12П и 13П (выход через подземный переход). Путь 1П оборудован высокой боковой платформой (выход через турникеты в пригородных кассах, а также из центрального зала). Пути 1БТ и 2БТ оборудованы низкими боковыми платформами. Они расположены в т. н. «Северном терминале» и используются для приёма и отправления электропоездов Белгородского направления. Вся площадь станции составляет 4,8 га.

## Здания вокзала
Первый вокзал на территории т. н. Архиерейской левады был построен в 1869 году по проекту русского архитектора Андрея Тона. Однако с развитием железных дорог, особенно после открытия дороги до Балашова в 1895 году, в 1896—1901 годах вокзал был расширен и модернизован (архитектор И. Загоскин, завершен архитектором Ю. Цауне), ставший одним из крупнейших в Российской империи.
Нынешнее, третье по счёту, здание вокзала в стиле «сталинского ампира» с элементами классицизма открыто 2 ноября 1952 года вместо разрушенного в годы Великой Отечественной войны. Архитекторы Г. И. Волошин, Б. С. Мезенцев, Е. А. Лымарь; инженер С. Филинов. Строительство треста «Южтрансстрой» под руководством М. Л. Бондаренко. Объём вокзала 80 тыс. м³, высота зала 26 м, высота башен 42 м, диаметр часов на Южной башне 4,25 м. В 1950 г. были возведены навесы над платформами.
В 1978—1982 годах здание расширено на юг, влево от Привокзальной площади, в современном стиле по проекту института «Харгипротранс» (архитекторы Ю. И. Мурыгин, Л. В. Гурова, Л. П. Инюшкин, С. А. Кухтин, А. Н. Жирнов). Также к вокзалу была пристроена 16-этажная гостиница «Экспресс».
Вокзал был отремонтирован в 2003 году, к 350-летию Харькова.
Общая площадь помещений вокзала 32 600 м², платформ и туннелей 33 100 м².
- Чертёж первого вокзала, 1872 год
- Второй вокзал, 1917 год
- Харьков. Южный вокзал. Справа первая платформа, 2005 год
- Самоварный прибор «Харьковъ» в центральном холле вокзала

## Отмены пассажирских поездов
Активная отмена поездов по Харьковскому узлу началась в 2012 году, когда на Украину привезли новые скоростные поезда корейского и чешского производства. Был отменен ряд поездов: Харьков — Житомир, Харьков — Трускавец, Харьков — Ужгород, Харьков — Ивано-Франковск (через Черновцы), Дебальцево — Хмельницкий (укорочен до Киева и продлен до Луганска), Сумы — Луганск (стал Харьков — Луганск, позже стал курсировать через день), Луганск — Львов.
Также за последние несколько лет были отменены поезда: Харьков — Брянск, Харьков — Мурманск, Харьков — Чернигов, Харьков — Санкт Петербург, Харьков — Тамбов (Липецк), Харьков — Умань, Харьков — Владивосток (сначала был укорочен до Уфы).
С 2014 года в связи с Войной на востоке Украины отменены поезда, следующие в Донецк, Дебальцево, Луганск.
С 26 декабря 2014 года прекращено движение поездов в Крым. Поезда, отправляющиеся из Харькова следовали только до ст. Новоалексеевка Херсонской области.

## Обслуживание пригородных поездов
Участок Харьков — Лозовая обслуживается исключительно электропоездами ЭР2, ЭР2Р, ЭР2Т депо Харьков. Участок Харьков — Казачья Лопань, помимо этого, обслуживают электропоезда ЭР2, ЭР2Т. Участки Харьков — Новая Бавария, Харьков — Золочев обслуживаются исключительно электропоездами ЭР2 депо Люботин.
Участок Харьков — Основа обслуживается обоими депо. В чётном направлении пригородные поезда идут до станций Дергачи, Казачья Лопань, в нечётном — до станций Мерефа, Змиёв (через Соколово), Борки, Лихачёво, Беляевка, Лозовая, Языково, Гавриловка, Гусаровка, Дубово, Барвенково, Близнецы, Власовка, Красноград, Основа, Змиёв (через Жихарь), Савинцы, Изюм, Мохнач, Эсхар, Коробочкино, Люботин, Люботн-Западный, Огульцы, Полтава-Южная, Мерчик, Смородино, Золочев, Готня.
В последние годы пригородное движение Харьковского узла понесло некоторые потери: к основным можно отнести отмену прямых пригородных поездов до Белгорода, ночных электричек до Казачьей Лопани (и дальше пересадка на поезд Казачья Лопань — Ржава (также отменена), Балаклеи, Краснограда. Отменены прямые поезда Харьков — Смородино (только утром и в будни), Харьков — Зачепиловка. Но открылись новые маршруты: Харьков — Лиман, Харьков — Краматорск.
Стоит отметить, что в 2006 году, из за открытия Белгородского терминала были отменены (разорваны) электрички из Казачьей Лопани до: Беляевки, Краснограда, Змиёва, Изюма, Лозовой, и в обратную сторону из Краснопавловки, Змиёва, Основы, Краснограда, Власовки, Лозовой, Борок до Казачьей лопани и из Балаклеи до Дергачей.
| - Главный фасад - Вид с моста на Полтавском пути - HRCS2-002 у платформы - Центральный зал |

## Основные направления поездов в 2018 году
Дальнее пассажирское сообщение поездов со станции Харьков-Пассажирский:
| № поезда             | Маршрут движения                                | № поезда             | Маршрут движения          |
| -------------------- | ----------------------------------------------- | -------------------- | ------------------------- |
| 15 «Приднепровье»    | Москва — Днепр                                  | 16 «Приднепровье»    | Днепр — Москва            |
| 19 «Николай Конарев» | Москва — Харьков                                | 20 «Николай Конарев» | Харьков — Москва          |
| 59 «Чайка»           | Харьков — Одесса                                | 60 «Чайка»           | Одесса — Харьков          |
| 63 «Оберег»          | Харьков — Киев                                  | 64 «Оберег»          | Киев — Харьков            |
| 73                   | Москва — Кривой Рог                             | 74                   | Кривой Рог — Москва       |
| 81 «Харьков»         | Харьков — Новоалексеевка                        | 82 «Харьков»         | Новоалексеевка — Харьков  |
| 91                   | Харьков — Кременчуг                             | 92                   | Кременчуг — Харьков       |
| 100/99               | Минск — Запорожье (летом до ст. Новоалексеевка) | 100/99               | Запорожье — Минск         |
| 100/99               | Минск — Новоалексеевка                          | 100/99               | Новоалексеевка — Минск    |
| 108/107              | Астана — Киев                                   | 108/107              | Киев — Астана             |
| 111 «Слобожанщина»   | Харьков — Львов                                 | 112 «Слобожанщина»   | Львов — Харьков           |
| 115                  | Харьков — Ивано-Франковск                       | 116                  | Ивано-Франковск — Харьков |
| 143                  | Харьков — Санкт-Петербург                       |                      |                           |
| 249                  | Харьков — Новоалексеевка                        | 250                  | Новоалексеевка — Харьков  |
| 369                  | Киев — Баку                                     | 370                  | Баку — Киев               |
| 375                  | Харьков — Херсон                                | 376                  | Херсон — Харьков          |
| 383                  | Харьков — Барановичи                            | 384                  | Барановичи — Харьков      |
| 471                  | Харьков — Одесса                                | 472                  | Одесса — Харьков          |
| 569                  | Харьков — Бердянск                              | 570                  | Бердянск — Харьков        |
| 571                  | Харьков — Бердянск                              | 572                  | Бердянск — Харьков        |
| 609                  | Харьков — Купянск                               | 610                  | Купянск — Харьков         |
| 701                  | Харьков — Сватово                               | 702                  | Сватово — Харьков         |
| 721                  | Харьков — Киев                                  | 722                  | Киев — Харьков            |
| 723                  | Харьков — Киев                                  | 724                  | Киев — Харьков            |
| 725                  | Харьков — Киев                                  | 726                  | Киев — Харьков            |

## Третий российский кинофильм
Был снят на Южном вокзале Харькова. Таковым стал документальный фильм, снятый Альфредом Федецким «Смотр Харьковского вокзала в момент отправления поезда с начальством, которое находится на платформе» (около 4 ноября 1896 года).

## Символ города
- Здание Южного вокзала стало девятым из двенадцати символов Харькова.[4]